# Nova Belém
Nova Belém är en kommun i Brasilien.   Den ligger i delstaten Minas Gerais, i den sydöstra delen av landet, 800 km öster om huvudstaden Brasília. Antalet invånare är 3 732.
Omgivningarna runt Nova Belém är huvudsakligen savann. Runt Nova Belém är det glesbefolkat, med 10 invånare per kvadratkilometer.